# Holly Hunter
Holly P. Hunter (Conyers (Georgia), 20 maart 1958) is een Oscar winnende Amerikaanse actrice.

## Levensloop
Hunter speelde haar eerste hoofdrol in de film Raising Arizona in 1987. In datzelfde jaar speelde ze ook in Broadcast News, waarvoor ze genomineerd werd voor een Oscar voor beste actrice. In 1993 wist ze die prijs zelfs te winnen voor haar rol in The Piano. Eveneens in 1993 werd ze genomineerd voor een Oscar voor beste vrouwelijke bijrol voor haar rol in The Firm. In 2004 werd ze opnieuw genomineerd voor een Oscar voor beste vrouwelijke bijrol voor Thirteen. Hunter speelde in haar carrière ook in diverse televisiefilms en won daarvoor twee Emmy's.
Op 30 mei 2008 kreeg Hunter een ster op de Hollywood Walk of Fame.

### Privéleven
Hunter volgde een dramaopleiding aan de Carnegie Mellon University in Pittsburgh. Daarna verhuisde ze naar New York en ging ze samenwonen met Frances McDormand. Toen ze verhuisde naar Los Angeles woonde ze aanvankelijk met meerdere mensen samen in een huis, onder wie McDormand, regisseur Sam Raimi en Joel en Ethan Coen.
Hunter had een relatie met acteur Arlis Howard. Op 20 mei 1995 trouwde ze met cinematograaf Janusz Kamiński. Het paar scheidde op 21 december 2001. In 2001 kreeg Hunter een relatie met de Amerikaanse acteur Gordon MacDonald, met wie ze in 2001 speelde in het toneelstuk Carr's By the Bog of Cats. In januari 2006 werd bekendgemaakt dat het paar een tweeling had gekregen, twee jongens.
Honkballer Tim Salmon is Hunters neef.

## Prijzen

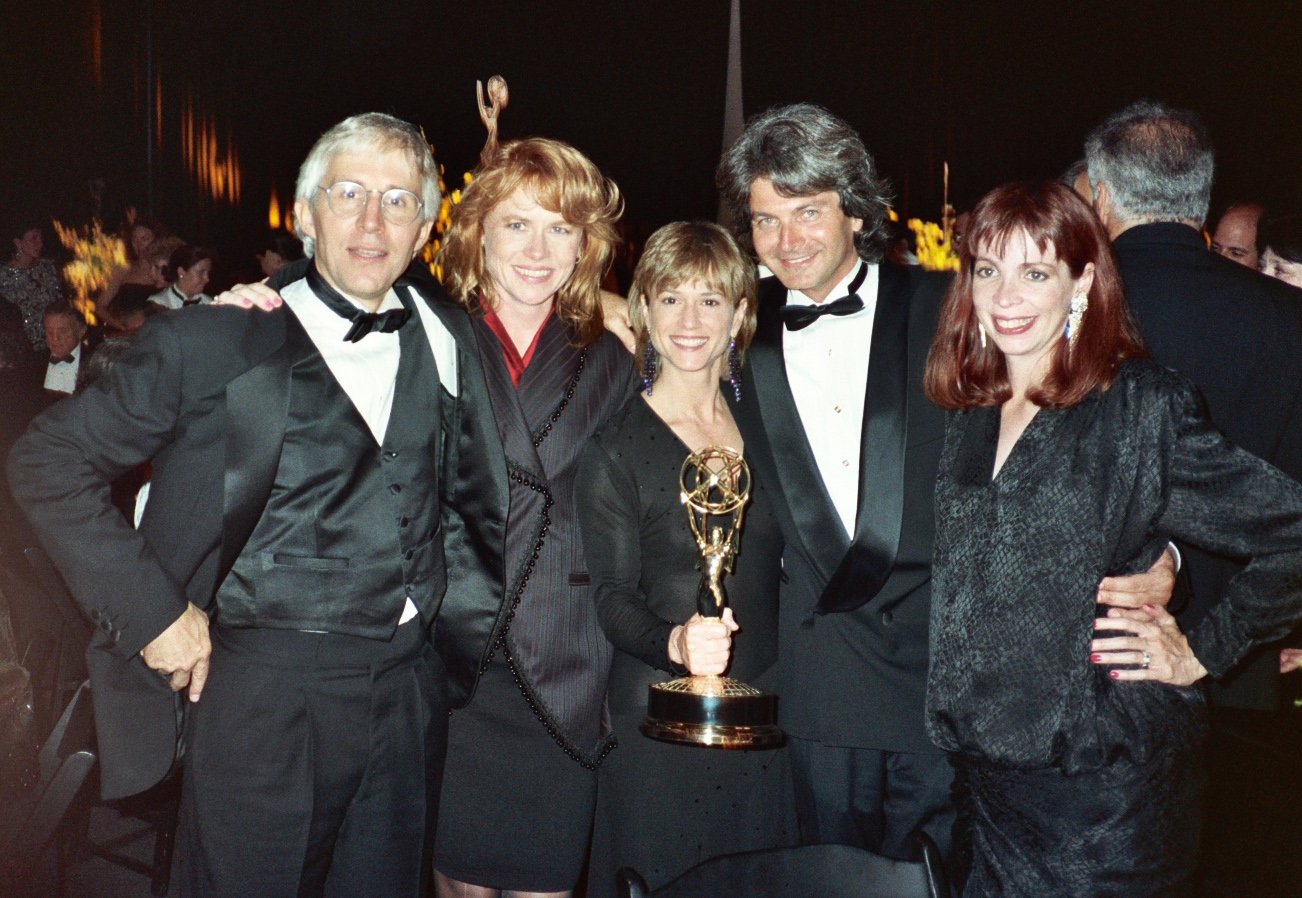
Emmy Awarduitreiking in 1989

### Academy Awards
Gewonnen:
- Beste actrice — The Piano (1993)

Genomineerd:
- Beste actrice — Broadcast News (1987)
- Beste vrouwelijke bijrol — The Firm (1993)
- Beste vrouwelijke bijrol — Thirteen (2003)

### Emmy Awards
Gewonnen:
- Beste actrice in een miniserie of film — Roe vs. Wade (1989)
- Beste actrice in een miniserie of film — The Positively True Adventures of the Alleged Texas Cheerleader-Murdering Mom (1993)

Genomineerd:
- Beste actrice in een miniserie of film — Harlan County War (2000)
- Beste actrice in een miniserie of film — When Billie Beat Bobby (2001)
- Beste vrouwelijke bijrol in een miniserie of film — Things You Can Tell Just by Looking at Her (2001)

### Golden Globes
Gewonnen:
- Beste actrice in een dramafilm — The Piano (1993)

Genomineerd:
- Beste actrice in een musical- of komediefilm — Broadcast News (1987)
- Beste actrice in een miniserie of televisiefilm — Roe vs. Wade (1989)
- Beste actrice in een miniserie of televisiefilm — The Positively True Adventures of the Alleged Texas Cheerleader-Murdering Mom (1993)
- Beste actrice in een miniserie of televisiefilm — Harlan County War (2000)
- Beste vrouwelijke bijrol in een film — Thirteen (2003)

## Filmografie
- The Burning (1981)
- Swing Shift (1984)
- Blood Simple (1984) (stem)
- Raising Arizona (1987)
- End of the Line (1987)
- Broadcast News (1987)
- Miss Firecracker (1989)
- Animal Behavior (1989)
- Always (1989)
- Once Around (1991])
- The Piano (1993)
- The Firm (1993)
- Copycat (1995)
- Home for the Holidays (1995)
- Crash (1996)
- A Life Less Ordinary (1997)
- Living Out Loud (1998)
- Jesus' Son (1999)
- Things You Can Tell Just by Looking at Her (2000)
- Woman Wanted (2000)
- Timecode (2000)
- O Brother, Where Art Thou? (2000)
- Down from the Mountain (2000) (documentaire)
- Festival in Cannes (2001)
- Searching for Debra Winger (2002) (documentaire)
- Moonlight Mile (2002)
- Rock That Uke (2003) (documentaire) (stem)
- Levity (2003)
- Thirteen (2003)
- Little Black Book (2004)
- The Incredibles (2004) (stem)
- Nine Lives (2005)
- The Big White (2005)
- Frost Flowers (2007) (preproductie)
- My Boy (2007) (in productie)
- Jackie (2012)
- Top of the Lake (2013)
- Disney Infinity (2013)
- Batman v Superman: Dawn of Justice (2016)
- Song to Song (2017)
- The Big Sick (2017)
- Incredibles 2 (2018)
- Succession (2019)